# Асторара (Асколи Пичено)
Асторара (итал. Astorara) насеље је у Италији у округу Асколи Пичено, региону Марке.
Према процени из 2011. у насељу је живело 19 становника. Насеље се налази на надморској висини од 997 м.